# Arménský ritus

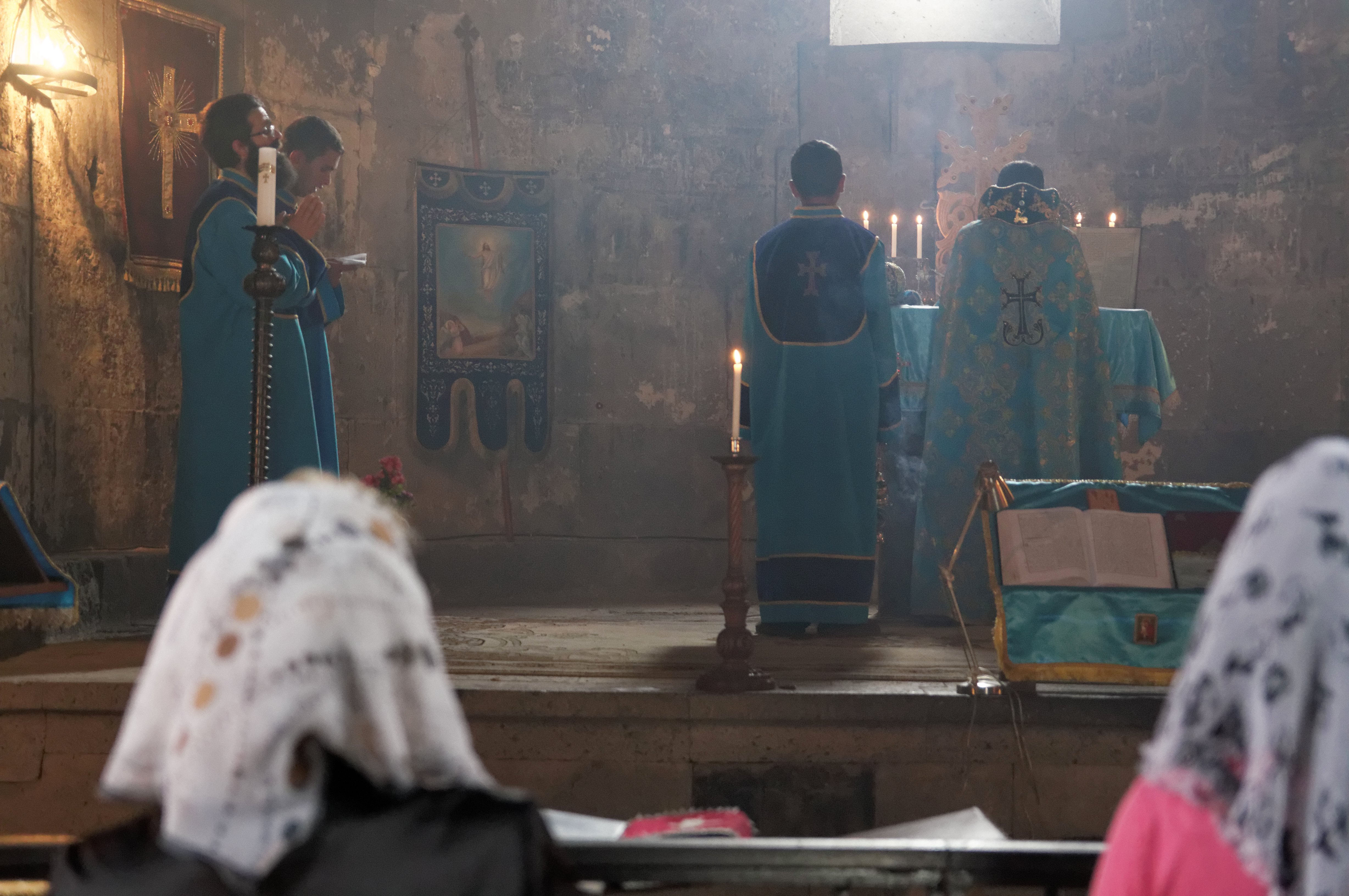
Arménský ritus, Arménie

Arménský ritus je křesťanský ritus, který se používá v liturgiiv Arménii přibližně od 5. století. Používá jej arménská apoštolská církev a arménská katolická církev. Je blízký byzantskému ritu, avšak obsahuje také prvky římské a západosyrské liturgie. Liturgickým jazykem je klasická arménština. Při liturgii se do mešního vína nepřidává žádná voda a k eucharistii se stejně jako v západní církvi používá nekvašený chléb. Arménské chrámy nemají ikonostas, namísto něho kněžiště od věřících během některých částí bohoslužeb odděluje závěs.